# Xiyou lu
Xiyou lu (chinois : 西遊錄 ; pinyin : xīyóu lù ; litt. « Mémoire du voyage en Occident », parfois retranscrit en « Si Yu Lu »), également nommé  (chinois simplifié : 异域志 ; chinois traditionnel : 異域志 ; pinyin : yìyù zhì ; litt. « annales de Yiyu »), est une œuvre du khitan, Yelü Chucai, retranscrivant, son voyage entre 1219 et 1224, lorsqu'il accompagne en Perse, la grande armée de Gengis Khan, khagan et fondateur de l'Empire mongol.

## Contenu
Il y mentionne une excellente boisson faite des grenades douce-acides pressées de Khojand, le vin de grenade.